# Daimbert de Pise
Pour les articles homonymes, voir Daimbert.
Daimbert (ou aussi Dagobert), évêque, puis archevêque de Pise, est le second patriarche latin de Jérusalem.
Ses fonctions auprès des premiers croisés sont toujours débattues, et la lutte entre le pouvoir spirituel (qu'il représente) et le pouvoir temporel dans le royaume de Jérusalem en fait un des personnages importants des luttes d'influence dans les premières années des états latins d'Orient.
Allié du prince Bohémond de Tarente, et en conflit ouvert avec le roi Baudouin Ier de Jérusalem, il est déposé à plusieurs reprises, mais rétabli dans ses fonctions par le pape Pascal II lorsqu'il part en Italie plaider sa cause. Il meurt toutefois avant de rentrer à Jérusalem.

## Biographie
Daimbert naît vers 1050.
Il est évêque (1085) puis archevêque de Pise (1092).
Familier du pape Urbain II, il est son légat auprès du roi de Castille Alphonse VI, mission qu'il accomplit avec brio selon le médiéviste Pierre Aubé.

### Départ pour la Terre sainte
À l'annonce de la mort du légat Adhémar de Monteil, décédé en 1098 avant d'arriver à Jérusalem, Urbain II investit apparemment Daimbert de la même mission qu'Adhémar, et l'envoie rejoindre la première croisade. Il y dirige une flotte pisane de 120 navires. A l'approche du port de Lattaquié, en septembre ou octobre 1099, la flotte fait relâche et Daimbert se présente auprès de Bohémond de Tarente, qui tient alors la région d'Antioche.
Celui-ci, tentant de remettre la main sur le port byzantin, propose de l'aider à faire le siège de la ville. Les sympathies du légat le font plutôt pencher pour un haut membre des principautés normandes d'Italie du Sud, plutôt que vers l'empereur byzantin Alexis Ier Comnène, dont l'autorité sur la région gène celle de l'église catholique romaine. Ignorant tout des rivalités qui opposent les différents chefs croisés, notamment sur la question de la fidélité à Byzance, Daimbert appuie le siège de Lattaquié par un blocus maritime grâce à sa flotte. Lorsque Raymond de Saint-Gilles, apparaît sous les murs de Lattaquié, la ville est quasiment prise. Raymond en fait le reproche à Daimbert dès qu'il le rencontre : le comte de Toulouse avait justement pris précédemment le port aux Turcs, pour le remettre à Alexis. Daimbert plaide alors l'innocence, accusant Bohémond de l'avoir trompé sur la nature des assiégés. Les Normands et les Provençaux manquent de se battre, mais Daimbert arrive à concilier les deux chefs, et Laodicée repasse sous le contrôle de Raymond, fidèle allié de Byzance.

### Patriarche de Jérusalem
Accompagné de Bohémond et de Baudouin d'Édesse (ceux-ci finissant enfin le pèlerinage à Jérusalem), Daimbert part finalement pour la ville sainte où il arrive vers le 21 décembre. Il en est fait patriarche entre le 26 et le 31 décembre 1099, remplaçant Arnoul de Chocques dont l'élection est cassée par décision papale (entre-temps, Urbain II est décédé en juillet, et Pascal II est le nouveau pape - la nouvelle n'arrive en Terre Sainte qu'en automne). Le prédécesseur de Daimbert, précédemment chapelain de Robert II de Normandie et élu « par une minorité » selon le spécialiste des Croisades Joshua Prawer, ne plaisait pas au clergé, mais devient tout de même archidiacre de Jérusalem.
En tant que patriarche, il entérine la conquête normande du territoire d'Antioche par Bohémond, et du territoire de Jérusalem par Godefroy de Bouillon, en les investissant tous deux au début du mois de janvier 1100. Les faisant respectivement prince d'Antioche, et prince et peut-être avoué du Saint-Sépulcre, Daimbert place donc son autorité spirituelle au-dessus des seigneurs d'Antioche et de Jérusalem. Pour Bohémond, il s'agit, selon la médiéviste Élisabeth Crouzet-Pavan, d'assoir clairement sa légitimité via l'autorité du patriarche, alors que le Normand, ayant prêté serment à l'empereur byzantin, a conquis pour son propre compte une terre byzantine. Du point de vue de Prawer, l'autorité de Daimbert ne peut s'appliquer à la lointaine Antioche qu'en théorie.
Toutefois, le couronnement de Godefroy est pour Prawer une victoire autrement politique, le désormais royaume de Jérusalem se retrouvant avec deux chefs, un spirituel et l'autre temporel. Si l'historien René Grousset, dont l'interprétation des croisades est fortement remise en question par les historiens plus récents, estime que Godefroy place volontairement l'état de Jérusalem dans les mains de l'église pour en faire un territoire purement ecclésiastique, Prawer estime quant à lui que Godefroy est poussé à la soumission à Daimbert par celle de Bohémond (peut-être orchestrée entre lui et le légat), et que cette soumission n'a pas de part politique. Crouzet-Pavan, quant à elle, estime que le rapport de force n'est pas favorable à Godefroy, face à un patriarche qui est arrivé en Terre sainte à la tête d'une flotte importante, s'est allié à un puissant chef, et a fait déposer son prédécesseur ; le choix de se laisser investir par le patriarche permet à Godefroy de tenir la ville par l'autorité directe de Dieu, idée qu'il proclamait déjà lors de son élection.
Les néanmoins bons rapports entre Godefroy et Daimbert (sans doute à cause des obligations qu'a Godefroy envers l'aide pisane) permettent à ce dernier d'obtenir du premier des concessions territoriales importantes, notamment concernant la ville de Jaffa (le quart de la ville, pas encore conquise, puis son entièreté est promise au patriarche) et celle de Jérusalem (dont Daimbert prendrait possession, ainsi que de la Tour de David, citadelle de la ville sainte, dans un futur proche). Ces promesses sont toutefois limitées à une condition : que Godefroy arrive à étendre ses conquêtes à l'Égypte et aux autres villes de la région. Pour Aubé, ces potentiels dons territoriaux ne sont pas une soumission directe à l'autorité ecclésiastique, mais une simple répartition des terres afin que Daimbert, plus haut dignitaire spirituel, tienne son rang dans le nouvel état auprès de son dirigeant temporel.
Godefroy meurt en juillet 1100, alors que Daimbert est en route avec Tancrède de Hauteville, commandant les troupes devant prendre Caïffa. Une fois la ville capturée, le patriarche rentre rapidement à Jérusalem pour faire valoir ses prétentions au pouvoir temporel. Toutefois, il se heurte à plusieurs difficultés. D'une part, les barons lotharingiens compagnons de Godefroy, avec à leur tête le fidèle Garnier de Grez, sont maîtres de la citadelle, et suivant les ordres de leur suzerain décédé, en ont amélioré les défenses. Si de Grez décède peu après les funérailles de Godefroy, le patriarche doit déjà faire face à une opposition lotharingienne organisée (qui comprend également l'archidiacre et précédent patriarche, Arnoul, ainsi que l'évêque de Ramla). D'autre part, l'allié naturel de Daimbert, Bohémond d'Antioche, dont le patriarche a requis l'aide pour la succession, est capturé en août, avec son cousin Richard de Salerne, lors d'une offensive de grande envergure sur le bassin du Haut-Euphrate. Il aurait pu lui apporter une aide sans doute limitée par ses opérations militaires, mais sa capture (pour trois ans) prive Daimbert d'un soutien indispensable.
Aussi ne peut-il rien faire lorsque les Lotharingiens font appel à Baudouin d'Édesse pour lui proposer le trône, et que celui-ci accepte rapidement, remettant son comté aux mains de son cousin Baudouin du Bourg. Le premier roi de Jérusalem reçoit le serment de fidélité de ses sujets le 11 novembre 1100 ; Daimbert, qui s'est réfugié dans un monastère du mont Sion pour éviter les représailles, finit par le couronner le soir de la Noël 1100, à Bethléem ; peu après, le pape Pascal II confirme le couronnement effectué.
Selon Albert d'Aix, Baudouin Ier, pour plusieurs raisons, souhaite déposer Daimbert dès le mois de mars 1101. Pour Guillaume de Tyr, la faute en revient à l'archidiacre Arnoul, qui manigance pour dresser le roi contre le patriarche. Toujours est-il que le roi de Jérusalem reçoit pour ce faire l'appui de Maurice de Porto (en), nouveau légat apostolique en Terre Sainte, mais qu'ils s'accordent dans un second temps pour confirmer Daimbert dans ses fonctions.

#### Affaire du Feu Sacré
Daimbert de Pise est un personnage marquant dans l'histoire du feu sacré, puisque c'est l'évêque latin qui a tenté, et échoué, de produire l’événement,,.
Le samedi saint de 1101, l'église du saint Sépulcre étant vers midi remplie, la cérémonie débute. Foucher de Chartres y assiste : Daimbert se présente selon Foucher trois fois au sépulcre, y entre et, sous l'agitation de plus en plus violente des fidèles latins et grecs qui s'alarment en chantant des Kyrie Eleison, ressort sans le feu. Lorsqu'il sort pour la dernière fois, après s'être présenté bredouille deux fois, il se dirige alors vers un ambon et, tout en déposant sa crosse épiscopale, s'appesantit sur ses fautes qui devraient être les raisons pour lesquelles le miracle n'a pas eu lieu. Le lendemain, les prêtres orthodoxes ayant repris le lieu, l’événement se produisit.
Cet échec eut un impact énorme sur les relations entre le catholicisme et l'orthodoxie : alors que le pape Urbain II y fait mention élogieusement lors de son appel à la croisade, la position de la papauté change. En 1238, par une bulle, le pape Grégoire IX s'y oppose frontalement, en dénonçant l’événement comme une « fraude » et une « supercherie »,.

#### Déposition
En fin d'année 1101, Daimbert est finalement condamné pour trahison envers Baudouin, et se réfugie à Antioche auprès du régent Tancrède. L'année suivante, ce dernier apporte une aide militaire importante à Baudouin dans sa lutte contre le califat fatimide d'Égypte ; en retour, il souhaite rétablir Daimbert dans ses droits. Celui-ci revient à Jérusalem, mais est à nouveau condamné pour simonie en octobre 1102, et se réfugie définitivement à Antioche.
À la fin de l'année 1104, il accompagne Bohémond, revenu de captivité, en Italie pour plaider la cause du Normand auprès du pape, tout en discréditant l'empire byzantin. Le pape finit par le confirmer dans ses fonctions de patriarche de Jérusalem, mais Daimbert meurt en 1107 à Messine, sur le chemin du retour vers la Terre Sainte.

## Postérité
Le chroniqueur Albert d'Aix le représente comme âpre au gain, d'une grande avarice, n'hésitant pas à mettre la main sur les sommes envoyées par le roi de Castille au pape. Guillaume de Tyr, au contraire, le juge aussi respectable qu'il avait estimé le premier patriarche Arnoul de Chocques impropre à sa fonction.
Pour l'historien René Grousset, « sa forte personnalité manquait de mesure », et, « autoritaire et cassant », il était plus ambitieux qu'Arnoul.